# Phasicnecus similis
Phasicnecus similis is een vlinder uit de familie van de Eupterotidae. De wetenschappelijke naam van de soort is voor het eerst geldig gepubliceerd in 1917 door Rothschild.